# آویشن آذربایجانی
آویشن آذربایجانی، کهلیک اوتی (نام علمی: Thymus migricus) نام یک گونه از سرده آویشن است.